# Transponder (satélite de comunicação)
O transponder de um satélite de comunicações é um conjunto de unidades interligadas que formam um canal de comunicação entre o receptor e as antenas de transmissão. É usado principalmente em comunicações por satélites para transferir sinais recebidos.
Um transponder é tipicamente composto por:
- Um dispositivo de limitação de banda de entrada (um filtro passa-faixa)
- Uma entrada de amplificador de baixo ruído (LNA), para amplificar o sinais recebidos a partir da estação terrestre (normalmente fraca devida às grandes distâncias)
- Um conversor de frequência (normalmente composto por um oscilador e um misturador de frequência) utilizado para converter a frequência do sinal recebido para a frequência necessária para que o sinal seja transmitido
- Uma saída do filtro passa-faixa
- Um amplificador de potência (pode ser um tubo de deslocação de onda ou um amplificador de estado sólido)